# SJ Z6 (VIII)
Die Diesellokomotiven der Baureihe SJ Z6 (VIII) wurden von den schwedischen Staatsbahnen Statens Järnvägar (SJ) von 1953 bis 1957 gekauft, um Dampflokomotiven im Rangierdienst und im leichten Übergabedienst zu ersetzen.
Sie bildeten eine Ergänzung zu den ebenfalls aus Deutschland beschafften und der Type V 36 der Deutschen Bundesbahn ähnlichen Lokomotiven der Baureihe V3. Aus dem gleichen Typenprogramm kam die der deutschen V 20 ähnliche als Z4 (XIII) benannte Serie.
Die Kleinlokomotiven wurden im Übergabedienst und auf Bahnhöfen und im Werkstättendienst in Bahnbetriebswerken verwendet.

## Vorgeschichte
In den 1940er und 1950er Jahren begannen die Staatsbahnen eine Aufteilung der Kleinlokomotiven nach Leistungsgruppen. In der Gruppe Z6 wurden Schienenfahrzeuge verschiedener Hersteller und mit unterschiedlichem Aussehen einsortiert, die alle der gleichen Leistungsstufe entsprachen. Mit der Verstaatlichung vieler privater Bahngesellschaften gab es weitere Einzelstücke, die danach unter dieser Baureihe zu finden waren.
Diese Baureihe wurde als 8. Bauvariante zweiachsiger Kleinlokomotiven in der Baureihe Z6 der SJ eingereiht.

## SJ Z6 (VIII)
Die ersten 25 Lokomotiven der Serie wurden zwischen 1953 und 1956 beschafft. Sehr bald stellte sich heraus, dass sie mit einer Achslast von 14 Tonnen umfassender einsetzbar waren als die zehn gleichzeitig von Deutz gelieferte Z4 (XIII). Deshalb wurde entschieden, keine weiteren Beschaffungen der Serie Z4 (XIII) vorzunehmen, dafür weitere Z6 (VIII) zu beschaffen.
Sie hatten ein dieselhydraulisches Wechselgetriebe des Typs Voith L33yU.

## SJ Z64
Mit der Überarbeitung des Nummernplanes bei den SJ im Jahre 1956 erhielten die 25 Lokomotiven die Baureihenbezeichnung Z64. Die Betriebsnummern blieben gleich. Ein Jahr später wurden weitere zehn Lokomotiven (Z64 412–421) beschafft.
Ende der 1970er Jahre modernisierten die SJ ihre Loks. Der ursprüngliche Deutz-Motor wurde bei Z64 345, 346, 348, 350, 387–390, 396, 412–416 und 418–420 durch einen stärkeren Scania-Motor ersetzt. Dadurch konnte die Höchstgeschwindigkeit geringfügig auf 53 km/h erhöht werden. Die Führerhäuser wurden umgebaut und lärmisoliert.
Ihr Einsatz erfolgte praktisch in ganz Schweden, unter anderem hatten die Betriebswerke oder Bahnhöfe in Filipstad, Kristinehamn, Örebro, Malmö, Kil, Arvika und Daglösen die Lokomotiven im Einsatz.
Von den Lokomotiven, die ihren alten Motor behielten, wurden Z64 356, 393 und 394 1991 abgestellt und verschrottet. Im gleichen Jahr und später wurden viele Lokomotiven mit neuem Motor aus dem Bestand der SJ genommen und an private Eisenbahnunternehmen und als Werklokomotiven verkauft.

## Bahndienstfahrzeuge
Anfang der 1990er Jahre hatten SJ die meisten ihrer Loks aus dem regulären Verkehr gezogen. Einige Loks gingen in den Dienstfahrzeug- beziehungsweise Verschubgerätepark über und wurden in die Reihe Qze umgezeichnet, die Umzeichnung und den weiteren Verbleib zeigt die nachfolgende Tabelle:
| Nummer  | Umzeichnung in    | Verkauf                                                 | Verkauf                            | Abstellung, Verschrottung, Verbleib   |
| ------- | ----------------- | ------------------------------------------------------- | ---------------------------------- | ------------------------------------- |
| Z64 348 | 1991: Qze 9440127 | 2000: Mf Stockholms Kultursällskap för Ånga och Järnväg |                                    |                                       |
| Z64 350 | Qze 9440106       | 1991: MoDo Cellkraft AB, Skärblacka                     | 1996: Ekefors Skrothandel AB Nr. 6 | verschrottet 2008 in Ekefors          |
| Z64 351 | Qze 9440128       | 1995: Ekefors Skrothandel AB Nr. 1                      |                                    | verschrottet 2004 in Ekefors          |
| Z64 390 | 1990: Qze 9440104 | 1991: TGOJ Underhållsverkstad, Malmö                    | 2001: EuroMaint AB, Malmö          |                                       |
| Z64 392 | 1986: Qaz 9440068 | 1986: Qze 9440068                                       | 1997: Mf Malmbanans Vänner         |                                       |
| Z64 395 | 1992: Qze 9440129 | 1998: SweMaint AB, Helsingborg                          | 2010: SweMaint AB, Malmö           | 2014 an Bergslagernas Järnvägssälskap |
| Z64 396 | 1991: Qze 9440114 | 2001: EuroMaint AB, Malmö                               |                                    | verschrottet 2003 in Limhamn          |
| Z64 415 | 1991: Qze 9440109 | 2001: EuroMaint AB, Malmö                               |                                    |                                       |
| Z64 418 | 1993: Qze 9440134 | 1998: SweMaint AB, Norrköping                           | 2000: SweMaint AB, Borlänge        |                                       |

## Einsatz bei Privatbahnen und als Werklokomotiven
EuroMaint und SweMaint übernahmen Lokomotiven für den Verschub in ihren Eisenbahnwerkstätten. Der Schrotthandel in Ekefors kaufte Lokomotiven vieler Typen auf, die noch einsetzbar waren. Diese hielt er als Mietlokomotiven für Privatbahngesellschaften oder als Reservefahrzeuge bei Fristarbeiten bereit. Konnten die Lokomotiven nicht mehr vermietet werden oder waren die Einsatzfristen abgelaufen, wurden diese Loks vielfach verschrottet. Mehrere landeten bei Museumsbahnen, um dort den Verschub zu erledigen. Sie blieben teilweise bei Fristablauf nicht als Museumsstück erhalten, sondern wurden ebenfalls verschrottet.

## TGOJ V1
Vier Lokomotiven erhielt die Trafikaktiebolaget Grängesberg–Oxelösunds järnväger 1953, sie wurden als V1 811–814 in den dortigen Bestand übernommen. 1955 folgte als weitere Lieferung die V1 815. V1 815 und 814 blieben unverändert und wurden 1965 und 1983 ausgemustert und verschrottet.

## TGOJ Z5
Die V1 811, 812 und 815 erhielten ohne Umbaumaßnahmen 1974 eine neue Baureihennummer. In der genannten Reihenfolge wurden sie ab diesem Zeitpunkt als Z5 31–33 bezeichnet. Als erste dieser neuen Baureihe wurde Z5 32 1983 abgestellt, ein Jahr später folgte Z5 33. Z5 31 blieb bis 1986 im Betriebsdienst.
Z64 391 der SJ kam 1985 zur TGOJ. Neben der originalen SJ-Nummer soll sie die Bezeichnung Z5 34 getragen haben. Sie wurde 1992 an die Lovisagruvan AB in Stråssa verkauft, kam 1995 zur Carbital AB in Köping und später zur ECC International Europe AB, ebenfalls in Köping. 2006 wurde sie dort verschrottet.
Z5 33 (die ehemalige V1 815) wurde aufbewahrt und ist im Eisenbahnmuseum Grängesberg zu sehen.

## MLJ Z6
Die private Malmö–Limhamn Järnväg (MLJ) bekam mit der Z6 11 bezeichneten Lok 1954 ein Exemplar ab Werk. Die Maschine kam zur Mf KLJ und war 2009 abgestellt vorhanden.
1992 übernahm MLJ zwei weitere Loks aus dem Bestand der SJ, die Z64 346 wurde MLJ 14 und die Z64 387 wurde MLJ 14. Beide kamen 2008 zu Benders Sverige AB in Bålsta.

## SL Z64
Z64 349 wurde nach ihrem Einsatz bei SJ 1974 abgestellt und als Werklok Nr. 17 an Surahammars Bruk in Spännarhyttan verkauft. 1981 kam sie zur Saltsjöbanan (SL) und bekam die Nummer Z64 15. 1993 wurde sie an Stockholms Ånglokssällskap (SÅS) in Västberga abgegeben.

## Vorhandene Lokomotiven
Neben der ehemaligen Z64 349 bei SÅS sind weitere Lokomotiven, teilweise betriebsfähig, vorhanden. Einige davon enthält die folgende Aufstellung:
- Z64 352 – Bergslagernas Järnvägssällskap (BJ)
- Z64 354 – Järnvägssällskapet Åmål-Årjängs Järnvägs (JÅÅJ)[7]
- Z64 388 und 412 – BS Mekaniska AB, Falköping
- Z64 389 – SweMaint AB, Helsingborg
- Z64 417 – Stiftelsen Dal-Västra Värmlands Järnväg (DVVJ), Åmål